# Royal Meteorological Society
Royal Meteorological Society är ett brittiskt meteorologiskt sällskap. 
Sällskapet, som stiftades 1850, benämndes till 1866 British Meteorological Society. Det utger sedan 1861 en egen tidskrift, som till 1871 bar titeln Proceedings  
och därefter benämnes Quarterly Journal. Sällskapet delar regelbundet ut flera utmärkelser. Bland dem märks Symons guldmedalj.